# Jens Emmery
Jens Emmery (født 24. september 1874 i Ørskovbjerg, Snejberg Sogn, død 28. maj 1937 i Aarhus) var en dansk bagermester og konditor, der grundlagde bagerkæden Emmerys.
Jens Emmery, der var søn af en husmand, var egentlig døbt Jens Jensen, men fik i 1906 lov til at bære navnet Emmery. Han blev uddannet konditorsvend i København i 1892 og var fra 1905 køkkenchef på Hotel Royal i Aarhus. I 1908 etablerede han sig som konditor i ejendommen Emilienborg i Skolegade 7. Han flyttede i 1911 forretningen til Guldsmedgade 24-26 og købte i 1918 hele ejendommen.
Han var medlem af bagerlauguet og Haandværkerforneingen samt bestyrelsesmedlem i Provinskonditorforeningen. I 1917 blev han hædret med guldmedalje i Bruxelles.
Fra 1907 var han gift med Emma Christiane Jensen, der efter hans død drev forretningen videre et års tid. Derefter blev det forpagtet til konditor Børge Hougaard Frandsen, der gennem mange år havde arbejdet i forretningen.